# San Juan del Molinillo
San Juan del Molinillo è un comune spagnolo di 322 abitanti situato nella comunità autonoma di Castiglia e León.